# Riodeva
Riodeva è un comune spagnolo di 201 abitanti situato nella comunità autonoma dell'Aragona.